# مونتييري
مونتييري هي بلدية في مقاطعة غروسيتو في منطقة توسكانا الإيطالية، وتقع على بعد ما يقارب 70 كيلومتر (43 ميل) جنوب فلورنسا، وقرابة 40 كيلومتر (25 ميل) شمال غروسيتو.
إحدى الكنائس في المدينة هي كنيسة سانتي ميشيل إي باولو التي تعود إلى القرن الرابع عشر مع لوحة فنية منسوبة إلى تادو جادي.

## فرازيوني
وتم تشكيل البلدية بواسطة المجلس البلدي وتضم لMontieri والقرى (frazioni) من Boccheggiano ، Gerfalco و Travale .

## حكومة

### قائمة العمد
| عمدة             | بداية الفصل الدراسي | نهاية المدة           | حزب                |
| ---------------- | ------------------- | --------------------- | ------------------ |
| إليو جورجيو روسو | 2000                | 2005                  | مستقل (يسار الوسط) |
| مارسيلو جيونتيني | 2005                | 2014                  | مستقل (يسار الوسط) |
| نيكولا فيروزي    | 2014                | مايجب في الوضع الراهن | مستقل (يسار الوسط) |